# スティーブ・ウィトコフ
スティーブン・チャールズ・ウィトコフ（英語: Steven Charles Witkoff）は、アメリカの不動産投資家、弁護士、外交官。第2次トランプ政権において中東担当特使を務めている。 

## 概要
ウィトコフはウィトコフ・グループの創設者兼会長である。ウィトコフは不動産弁護士としてキャリアをスタートさせ、その後、不動産投資と開発に移行した。ウィトコフが行った主な買収には、デイリーニュースビル、ウールワースビル、33メイデンレーン、マンハッタンのパークレーンホテルがある。ウィトコフは、中東で広範なビジネス関係を持っている。 
2020年のドナルド・トランプの1期目の大統領時代、ウィトコフは、米国におけるCOVID-19パンデミックの経済的影響に対抗するために設立されたグレート・アメリカン・エコノミック・リバイバル・インダストリー・グループのメンバーであった。2024年11月、大統領に返り咲くこととなったトランプは、ウィトコフを中東担当特使に任命すると発表した。正式に就任する前、ウィトコフは2025年1月にイスラエルとハマスの間で行われた停戦と人質交換の交渉で重要な役割を果たした。また、中東問題に加えてロシアのウラジーミル・プーチン大統領に対するトランプの特使としても活動している。

## 生い立ち
ユダヤ人であるウィトコフは、ニューヨークのブロンクス区で生まれ、ニューヨーク州ボールドウィンハーバーとロングアイランドのオールドウェストベリーで育った。彼はマーティンとロイス・ウィトコフの息子である。ウィトコフの父はニューヨークの婦人用コートの製造業者だった。
1980年にホフストラ大学で学士号を取得。1983年にホフストラ法科大学院で法学博士号を取得した。

## 民間でのキャリア
ウィトコフは不動産弁護士としてキャリアをスタートし、億万長者の不動産投資家および不動産開発者となった。2024年11月、ウォールストリートジャーナルは、「不動産業界の同業者は常にウィトコフを説明している...賢く、人懐っこく、才能のある交渉者で、共通のタッチを持っている」と報じた。
1983年にホフストラ法科大学院を卒業した後、ウィトコフはニューヨークの法律事務所「Dreyer&Traub」に所属し、ウィトコフのクライアントの1人がドナルド・トランプであった。
1985年、ウィトコフは同じく弁護士であったローレンス・グルックと共に「Stellar Management」を設立し、この頃より不動産関連の事業に手を出し始めた。1997年、ウィトコフはStellar Managementを退社し、ニューヨークにウィトコフ・グループを創設し、会長兼CEOに就任し、住宅建設とランドリハビリテーション事業に進出した。
2014年時点で、ウィトコフ・グループは米国とロンドンに30の不動産を所有していた。2019年時点で、Witkoff Groupは米国内外で約50の不動産を所有している。

## 政治経歴
トランプの第1期大統領時代の2020年4月、ウィトコフは、アメリカにおけるCOVID-19パンデミックに対抗するためにトランプによって設立されたグレート・アメリカン・エコノミック・リバイバル・インダストリー・グループのメンバーであった。
2024年7月13日、2024年共和党全国大会にて演説を行った。
2024年9月15日、ウィトコフはフロリダ州ウェストパームビーチのトランプ・インターナショナル・ゴルフクラブでトランプとゴルフをしていたところ、Rがトランプを暗殺しようとしたとされる。シークレットサービスが銃撃犯に発砲し、Rは車で逃走し、後に逮捕された。
2024年11月9日、ウィトコフは、ケリー・ロフラー元上院議員とともに、トランプの第2次大統領就任に向けた大統領就任委員会の共同委員長に選任された。

### 中東担当特使
2024年11月12日、トランプは、ウィトコフを中東担当特使に選んだと発表した。
ウィトコフは、2025年1月のイスラエルとハマスの間での停戦と人質交換の交渉において、ウィトコフを交渉に招待した国家安全保障会議中東・北アフリカ担当調整官ブレット・マクガークや、ハマスとの交渉を担当することで合意されていたカタールのムハンマド・ビン・アブドゥルラフマン・アル・タニとともに重要な役割を果たした。ウィトコフの率直で、直接的で、攻撃的な交渉スタイルは、6週間の停戦合意に大きく貢献した。合意では、2023年10月のハマスによるイスラエル攻撃で捕らえられた33人の人質と約1,000人のパレスチナ人の囚人の交換を行い、15ヵ月続くパレスチナ・イスラエル戦争の停戦に向けた一歩を踏み出したウィトコフのアプローチは伝統的な外交とは異なり、ウィトコフはマクガークとともにカタールからスピーカーフォンで交渉し、イスラエルのベンヤミン・ネタニヤフ首相に取引をまとめるよう圧力をかけ、トランプは取引を終わらせたがっており、ほぼ1年間交渉されていたことを最後の数週間で達成したいと強調した。ニューヨーク・タイムズは、「それは、苦い政治的ライバルを代表する二人の男の間の協力の鮮やかな例であった。異なる政党の現職大統領と新大統領のチームが、アメリカ人の命と壊滅的な戦争の未来が危うくなるような、極めて重要な瞬間に協力することはめったにない」と報じた。
2025年1月29日、ウィトコフはイスラエルに到着し、イスラエルとハマスの間の停戦を監督するために、アメリカ当局者としては異例のガザ入りをした。
2025年3月2日、イスラエル政府はガザ地区への物資と物資の搬入を停止した。ネタニヤフ内閣は、ウィトコフが最初に提示した提案に基づいて行動したと主張した。提案は、2025年のガザ停戦の第一段階で人質の半分が解放された後、イスラエルがガザの陣地から撤退することには言及していない。「ウィトコフ・プラン」の存在は、2025年3月3日時点で、アメリカ政府によって確認されていなかった。
イスラエルは、当初の合意に従って停戦の第二段階を継続する代わりに、新たな計画（ウィトコフにちなんで「ウィトコフ計画」と呼ばれる）を提案した。この計画は、ハマスは停戦を50日間延長する代わりにイスラエル人捕虜を解放し、イスラエルは再び戦争に突入する選択肢を保持するというものだった。ハマスは、2025年1月に合意された条件とは異なるこの新たな提案を拒否した。
2025年3月23日、ウィトコフはイスラエルによるガザ地区への攻撃についてハマスの責任だと非難した。
2025年4月12日、オマーンの首都マスカットでアッバース・アラーグチー外相率いるイラン代表団とともにイラン核問題に関する協議を行った。

### ウクライナに関する交渉への関与

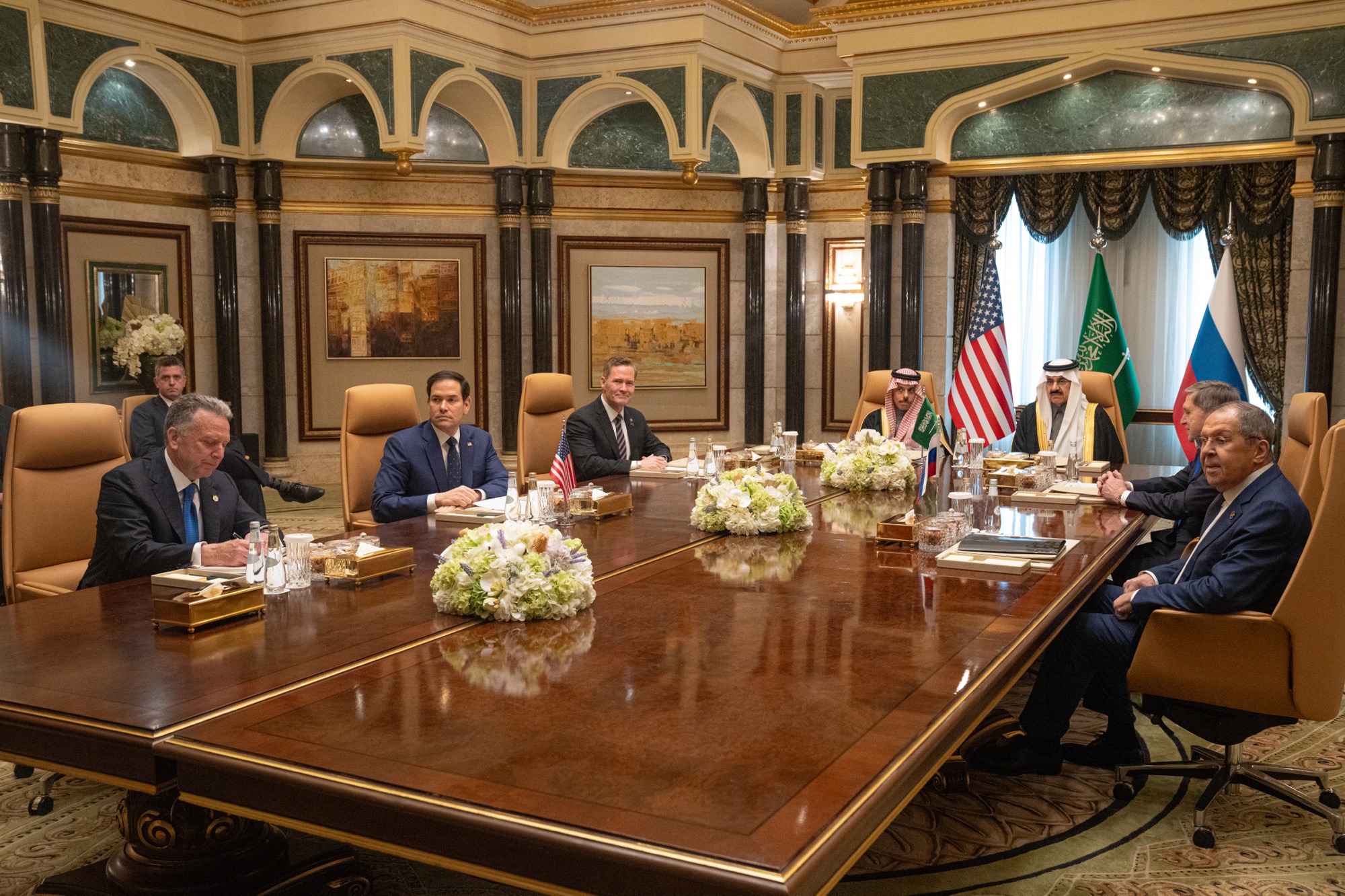
リヤドでのアメリカ、ロシア、サウジアラビア各代表団の会談

2025年2月11日、トランプ大統領はウィトコフをモスクワに派遣し、そこでウラジーミル・プーチン大統領と会談し、ロシア市民のアレクサンドル・ヴィニクと引き換えに、米国市民のマーク・フォーゲルをロシアの刑務所から釈放する囚人交換の責任者となった。ウィトコフは、プーチンとトランプについて、「彼らは素晴らしい友情を持っていたと思うし、今もそれは続くと思うし、それは世界にとって本当に良いことだ」と述べた。
2025年2月16日、ウィトコフは、ロシアのウクライナ侵攻に関する和平交渉からウクライナが除外されるという懸念を否定した。2025年2月18日、ウクライナでの戦争に関するさらなる和平交渉の枠組みを策定するために、マルコ・ルビオ国務長官とセルゲイ・ラブロフ外相がそれぞれ率いる米国とロシアの代表団がサウジアラビアのリヤドで会談した。米国代表団はルビオ国務長官のほかにスティーブ・ウィトコフとマイケル・ウォルツ米国国家安全保障問題担当大統領補佐官が参加していた。
2025年3月までに、ウィトコフはトランプ政権とロシア大統領府との間の重要な連絡経路となった。
2025年3月26日、ゼレンスキーウクライナ大統領は、ウィトコフが「ロシアのシナリオをそのまま繰り返すことが多い」とし、同氏の発言が「われわれ（ウクライナ）にとって大きな障害」と述べた。